# Umkehroperation
Als Umkehroperation (vereinfachend, vor allem im didaktischen Kontext auch Umkehraufgabe oder Umkehrrechnung) bezeichnet man in der Mathematik die Vorschrift, mit der man zu einer bestimmten zweistelligen Rechenoperation aus deren Ergebnis und einem der beiden Operanden den jeweils anderen Operanden zurückerhält. 
Bei den Grundrechenarten ist die Umkehroperation der Addition die Subtraktion und die Umkehroperation der Multiplikation die Division.
Für manche Operationen, so auch die Multiplikation, ist dabei allerdings ihre Umkehrung nicht mit jeder Kombination von Operanden möglich (s. u.). 
Umkehroperationen können auch als spezielle Umkehrfunktionen betrachtet werden.

## Beispiele
Addition
Wenn bei der Addition {\displaystyle c=a+b} die Summe {\displaystyle c} und der Summand {\displaystyle a} bekannt sind, erhält man den anderen Summanden {\displaystyle b} durch die Subtraktion {\displaystyle b=c-a}. Also ist die Subtraktion eine Umkehroperation der Addition. Da die Addition kommutativ ist, erhält man bei bekannter Summe {\displaystyle c} und Summanden {\displaystyle b} den anderen Summanden {\displaystyle a} ebenfalls durch eine Subtraktion, nämlich {\displaystyle a=c-b}.
Multiplikation
Wenn bei der Multiplikation {\displaystyle c=a\cdot b} das Produkt {\displaystyle c} und der Faktor {\displaystyle a} bekannt sind, erhält man den anderen Faktor {\displaystyle b} durch die Division {\displaystyle b=c/a}. Also ist die Division eine Umkehroperation der Multiplikation. Da die Multiplikation ebenfalls kommutativ ist, erhält man bei bekanntem Produkt {\displaystyle c} und Faktor {\displaystyle b} den anderen Faktor {\displaystyle a} ebenfalls durch eine Division, nämlich {\displaystyle a=c/b}.
Nicht mehr anwendbar allerdings wird dieses Verfahren, sobald einer der beiden Faktoren und damit auch deren Produkt Null wird, da eine Division durch Null grundsätzlich verboten ist.
Potenzieren
Wenn bei der Potenz {\displaystyle c=b^{a}} das Ergebnis {\displaystyle c} und der Exponent {\displaystyle a} bekannt sind, erhält man die Basis {\displaystyle b} durch die Wurzel {\displaystyle b={\sqrt[{a}]{c}}}. Also ist das Wurzelziehen eine Umkehroperation des Potenzierens, mit der die Frage nach der verwendeten Basis beantwortet wird.
Sind aber das Ergebnis {\displaystyle c} und die Basis {\displaystyle b} bekannt, erhält man den Exponenten {\displaystyle a} durch den Logarithmus {\displaystyle a=\log _{b}{c}}. Also ist das Logarithmieren eine weitere Umkehroperation des Potenzierens, mit der die Frage nach dem verwendeten Exponenten beantwortet wird.
In Gegensatz zur Addition und Multiplikation hat das Potenzieren zwei Umkehroperationen, weil die Operation nicht kommutativ ist.